# Den stora grästuvan
Den stora grästuvan (tyska: Das große Rasenstück), ibland bara Grästuvan, är en akvarell av Albrecht Dürer. Den målades i konstnärens ateljé i Nürnberg 1503 och förvärvades av kejsar Rudolf II år 1588. Den kallas Den stora grästuvan för att särskilja den från Den lilla grästuvan – ett tidigare (ca 1495–1500) och mindre (11,7 x 14,7 cm) verk av samma konstnär. Båda akvarellerna ingår i samlingarna på Albertina i Wien. 
Den stora grästuvan innehåller enkla ängsväxter som är realistiskt skildrade med en nästan fotografisk exakthet. Den är en av de första naturstudierna, målad för över 500 år sedan. Konstnärens syfte har sannolikt varit övning i natur- och detaljskildringar inför kopparstick som Syndafallet (1504), träsnitten och de storskaliga målningarna som Rosenkransfesten (1506). Konstnären använde akvarellfärger som han med stor precision blandade i olika gröna nyanserna för att skilja mellan de olika växterna och för att skapa en känsla av djup i kompositionen. Avbildade växter är bland annat tusensköna, röllika, groblad, maskrosor, hundäxingar, teveronika och hundtunga.   

## Den lilla grästuvan

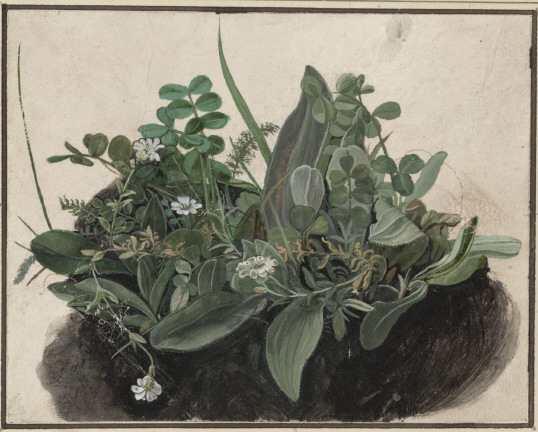
Dürers Das kleine Rasenstück (cirka 1495–1500) ingår också i Albertinas samlingar.